# Park Lane
Park Lane est une rue de la ville de Londres.

## Situation et accès
Elle est située dans le district de la Cité de Westminster, dans le centre de la ville, et constitue la limite occidentale du quartier de Mayfair. Elle longe Hyde Park à l'est et relie Hyde Park Corner à Marble Arch, où se trouvent les deux stations de métro du même nom.

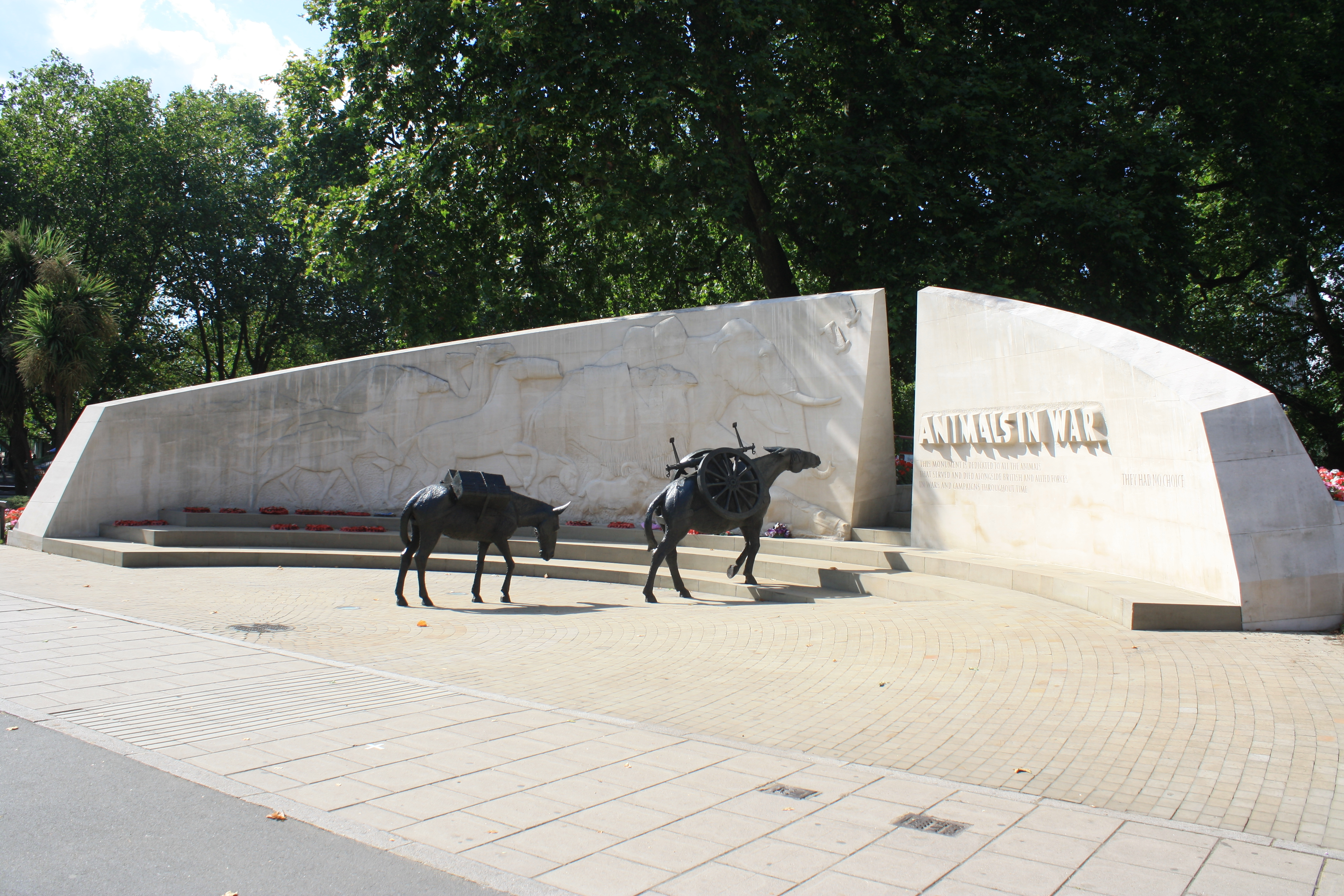
Mémorial des animaux de guerre.

C’est sur Park Lane que se trouve le Mémorial des animaux de guerre érigé en 2004 à la mémoire des animaux qui ont servi et sont morts... dans les guerres et campagnes de tous les temps.

## Origine du nom
La rue doit son nom au fait qu'elle longe Hyde Park.

## Historique

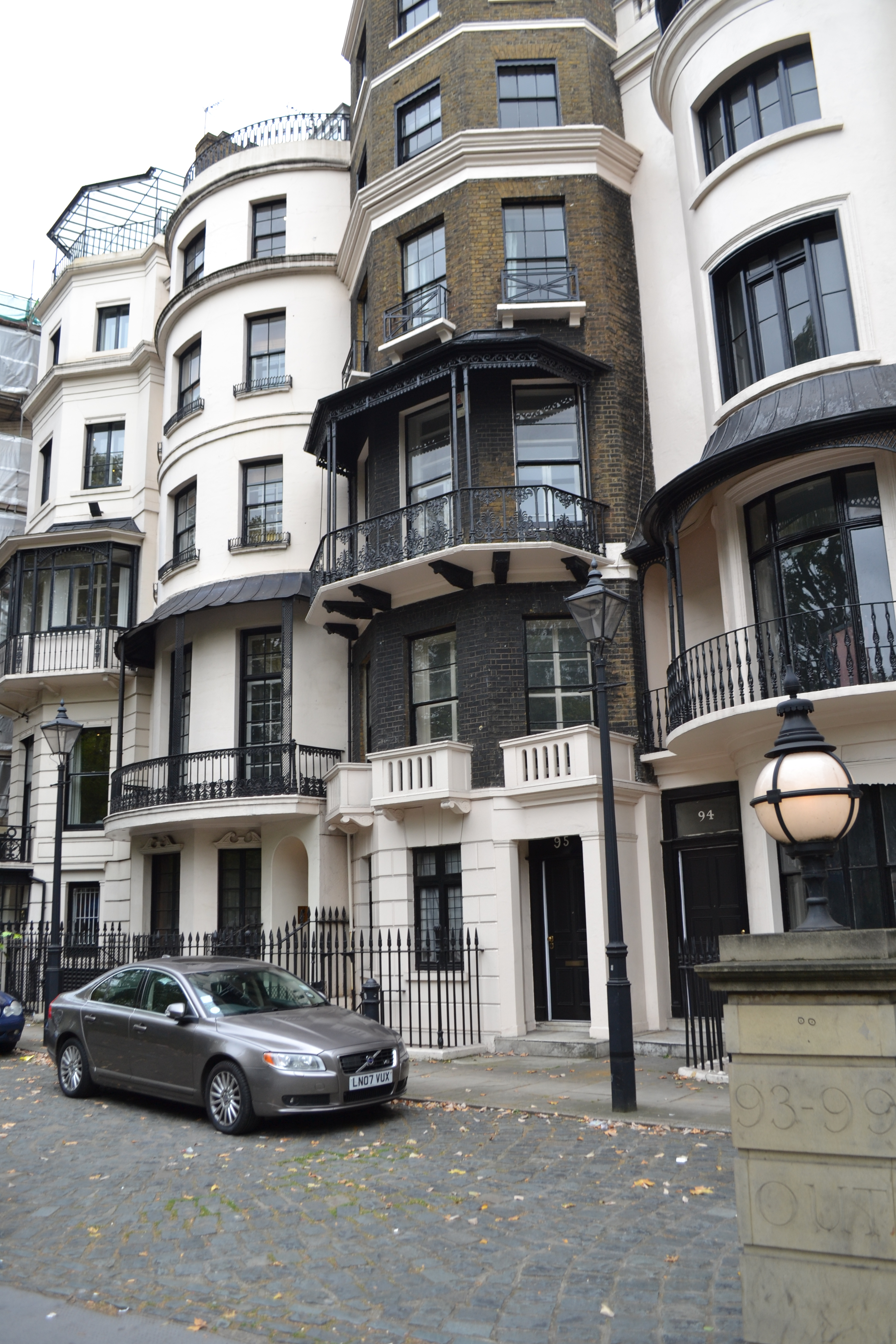
No 94-95 : immeubles des années 1820.

À l’origine, Park Lane est un simple chemin de campagne à la lisière de Hyde Park, dont elle est séparée par un mur de brique. Autrefois bordée de villas et de propriétés luxueuses, longtemps l’une des rues les plus recherchées de Londres, elle abrite aujourd’hui nombre de grands hôtels, comme le Grosvenor House Hotel et le Dorchester Hotel.

## Bâtiments remarquables et lieux de mémoire

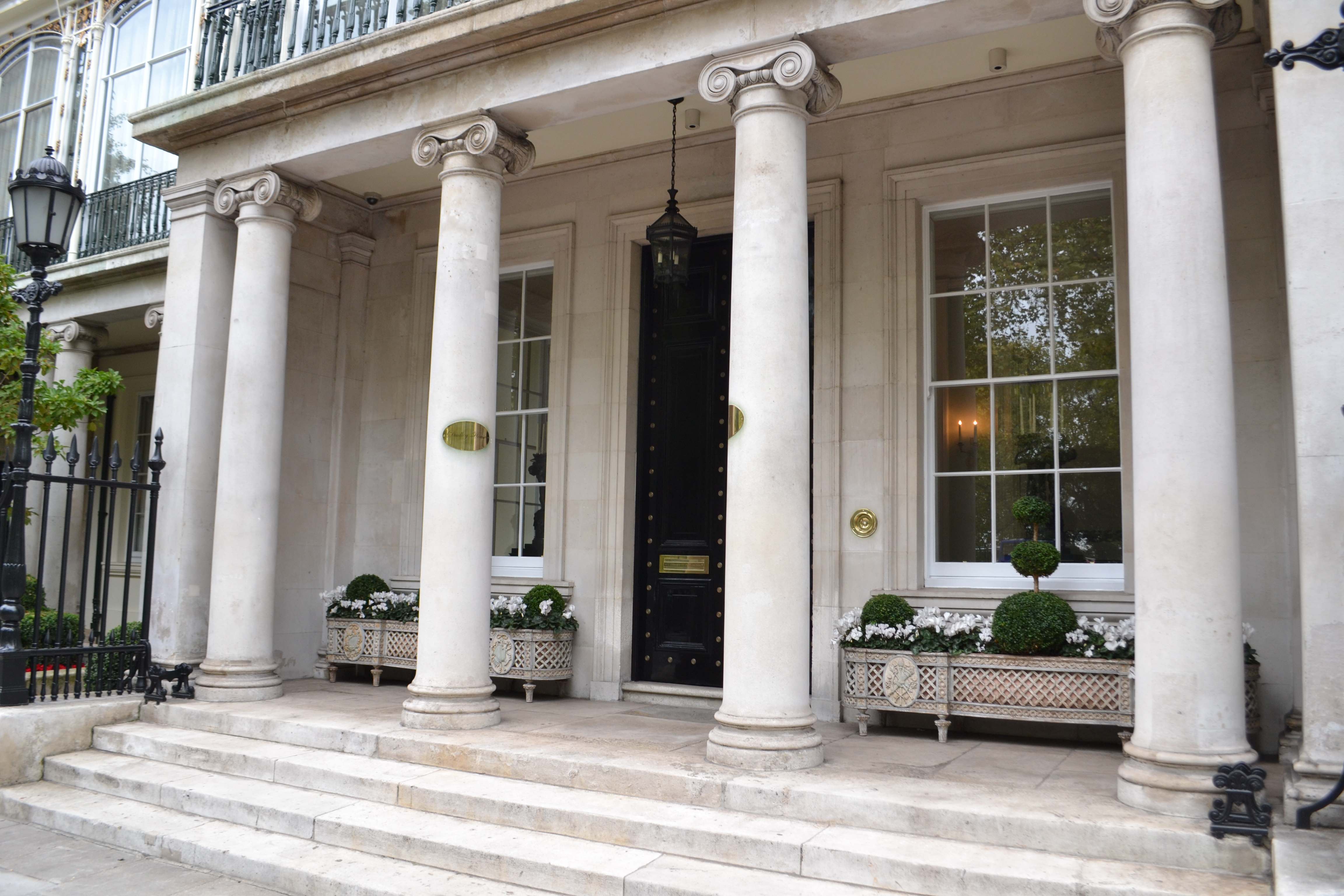
No 100 : entrée de Dudley House sur Park Lane.

- Park Lane occupe la seconde case, après Mayfair, dans la suite des propriétés les plus chères du monopoly anglais.
- No 45 : 45 Park Lane, hôtel de luxe appartenant au groupe Dorchester Collection[2].
- No 47 : Stanhope House, construite en 1899 et 1901.
- No 53 : Dorchester Hotel (1931).
- No 55 : la mécène américaine Winnaretta Singer, richissime héritière de l'entreprise Singer ayant produit les machines à coudre du même nom, meurt à cette adresse le 26 novembre 1943[3].
- No 60 : l’homme d’affaires égyptien Mohamed Al-Fayed (1929-2023), ancien propriétaire du grand magasin de luxe Harrods, possédait un appartement à cette adresse, où il se serait livré à des agressions sexuelles sur treize de ses employées[4].
- Nos 86-90 : Grosvenor House Hotel (1929).
- No 93 : résidence du Premier ministre britannique Benjamin Disraeli de 1839 à 1872 ; construite entre 1823 et 1825.
- No 94 et suivants : groupe d'immeubles datés des années 1820 et témoins du style architectural en vogue sur l'avenue à l'époque[5].
- No 99 : ici a habité le financier Moïse Montefiore (1784-1885).
- No 99 bis : maison où sont supposés habiter Philip Mortimer et Francis Blake, personnages de bande dessinée ; ce numéro bis est bien entendu fictif.
- No 100 : Dudley House ; demeure privée de 4100 m² comptant 17 pièces ; ancienne résidence aristocratique, elle appartient, en 2021, au cheikh Hamad Ben Abdullah Al-Thani, cousin germain de l'émir du Qatar[6].

- No 113 : Brook House, construite en 1867-1869.

### Bâtiments démolis

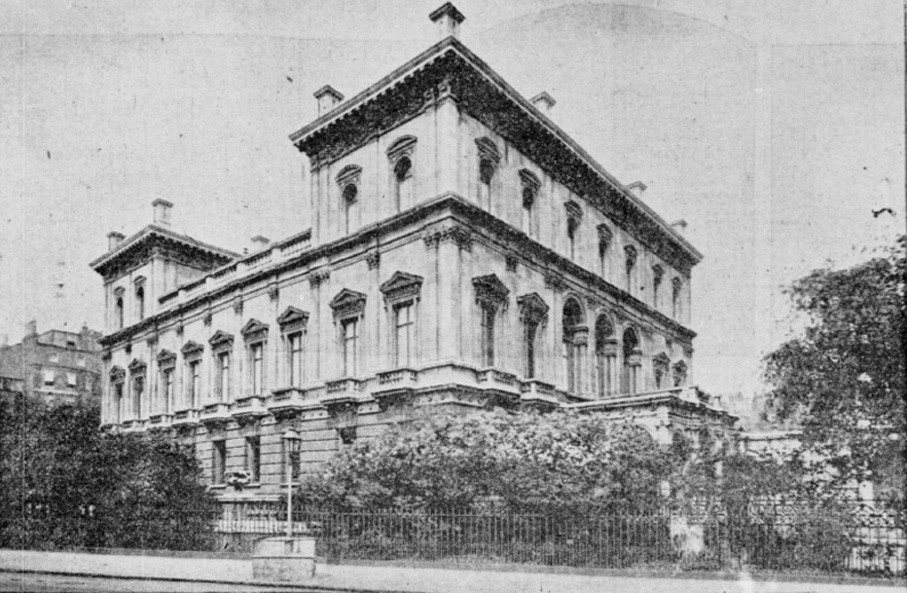
Dorchester House, en 1905.

- Dorchester House, bâtiment démoli en 1929 pour laisser place à l'hôtel du même nom.
- Grosvenor House, bâtiment démoli dans les années 1920 pour laisser place à l'hôtel du même nom.